# APB: All Points Bulletin
APB: All Points Bulletin (desde el 2015 titulado APB: Reloaded) es un videojuego de mundo abierto multijugador en línea para Microsoft Windows desarrollado por Realtime Worlds y que fue adquirida por Reloaded Productions, que forma parte de la compañía GamersFirst. Basado en la dispersión urbana y con dos facciones, Policías y Criminales, los jugadores pueden formar subgrupos en cualquier facción y realizar misiones. El diseño del juego fue dirigido por David Jones, desarrollador de Grand Theft Auto y Crackdown para Realtime Worlds. Fue lanzado el 6 de junio de 2010 en Norteamérica y Europa.
En octubre de 2023 se terminó el soporte para Windows 7, Windows 8, Windows 8.1 y versiones anteriores, pero el soporte aún sigue para Windows 10 o posteriores y para las consolas PlayStation 4 y Xbox One.

## Jugabilidad
APB: All Points Bulletin tiene lugar en la moderna ciudad de San Paro, donde existe una batalla constante entre los Policías y los Criminales, y el jugador tendrá que decidir a qué facción quiere pertenecer.
El juego consiste típicamente en que las dos partes luchan entre sí en misiones, donde una parte debe completar una serie de objetivos con la otra parte tratando de impedir que lo haga. Por ejemplo, varios jugadores criminales pueden robar una tienda de conveniencia dentro del juego; el juego entonces buscará a uno o más jugadores de Policías de habilidades equivalentes y otros criterios y emitirá avisos de búsqueda para detener el robo y aprehender o eliminar a los Criminales. Los jugadores ganan dinero por participar en estas misiones, que luego se puede usar para actualizar armas, vehículos y apariciones de personajes, todo lo cual influye en el juego.